# Say My Name (пісня Девіда Гетти, Бібі Рекси та J Balvin)
«Say My Name» — пісня французького ді-джея Девіда Гетти, американської співачки Бібі Рекси і колумбійського співака J Balvin. Він вийшов як сингл з альбому 7 Девіда Гетти, 26 жовтня 2018 року, але спочатку задуманий як пісня після випуску альбому у вересні 2018 року.

## Фон
У липні 2018 року у Spotify Latin America повідомили, що Гетта має намір випустити спільний сингл з Демі Ловато і J Balvin цього місяця, але менеджер Гетти Жан-Чарльз Карре оголосив на Instagram, що пісня не буде випущена, а Гетта замість цього випустив «Don't Leave Me Alone» за участю Енн-Марі. Наступного місяця, Гетта оголосив про свій альбом 7, а пісня була включена до списку треків у співпраці з Бібі Рексою та J Balvin.
Бібі Рекса сказала про пісню: «Девід і я мали багато успіхів з "Hey Mama", але це був дивний час, тому що мені приписували пісню, не будучи дійсно відомою, [так] було приємно зробити ще одну пісню з ним і все почати з самого початку.»

## Чарти

### Тижневі чарти
| Чарт (2018-19)                               | Найвища позиція |
| -------------------------------------------- | --------------- |
| Аргентина (Argentina Hot 100)                | 50              |
| Австралія (ARIA)                             | 70              |
| Австрія (Ö3 Austria Top 75)                  | 29              |
| Бельгія (Ultratop Flanders)                  | 31              |
| Бельгія (Ultratop Wallonia)                  | 10              |
| Канада (Canadian Hot 100)                    | 65              |
| Колумбія (National-Report)                   | 61              |
| Чехія (Singles Digitál Top 100)              | 84              |
| Фінляндія (Suomen virallinen lista)          | 13              |
| Франція (SNEP)                               | 12              |
| Німеччина (Official German Charts)           | 33              |
| Грецькі Міжнародні Клавішні Сингли (IFPI)    | 53              |
| Угорщина (Dance Top 40)                      | 7               |
| Угорщина (Single Top 40)                     | 15              |
| Угорщина (Stream Top 40)                     | 18              |
| Ірландія (IRMA)                              | 58              |
| Ліван (Lebanese Top 20)                      | 2               |
| Нідерланди (Dutch Top 40)                    | 7               |
| Нідерланди (Mega Single Top 100)             | 10              |
| Новозеландські Гарячі Хіти (RMNZ)            | 10              |
| Норвегія (VG-lista)                          | 37              |
| Польща (Polish Airplay Top 100)              | 4               |
| Португалія (AFP)                             | 50              |
| Румунія (Airplay 100)                        | 2               |
| Росія (Tophit)                               | 43              |
| Словаччина (IFPI)                            | 25              |
| Словаччина (Singles Digitál Top 100)         | 51              |
| Словенія (SloTop50)                          | 23              |
| Іспанія (PROMUSICAE)                         | 21              |
| Швеція (Sverigetopplistan)                   | 30              |
| Швейцарія (Media Control AG)                 | 14              |
| Велика Британія (Official Charts Company)    | 91              |
| Велика Британія (UK Dance Chart)             | 12              |
| США (Hot Dance/Electronic Songs) (Billboard) | 10              |

### Річні чарти
| Чарт (2018)               | Позиція |
| ------------------------- | ------- |
| Нідерланди (Dutch Top 40) | 89      |

## Сертифікації
| Регіон                                       | Сертифікація | Продажі |
| -------------------------------------------- | ------------ | ------- |
| Франція (SNEP)                               | Золото       | 100 000 |
| *продажі, що базуються лише на сертифікаціях |              |         |

## Історія релізів
| Регіон | Дата          | Формат                 | Лейбл  | Джерело |
| ------ | ------------- | ---------------------- | ------ | ------- |
| Італія | 3 грудня 2018 | Contemporary hit radio | Warner | [ 41 ]  |